# Biscarrosse
Biscarrosse – miejscowość i gmina we Francji, w regionie Nowa Akwitania, w departamencie Landy.
Według danych na rok 1990 gminę zamieszkiwały 9 054 osoby, a gęstość zaludnienia wynosiła 56 osób/km² (wśród 2290 gmin Akwitanii Biscarrosse plasuje się na 42. miejscu pod względem liczby ludności, natomiast pod względem powierzchni na miejscu 7.).
Z Biscarrosse pochodzi Virginie Arnold, francuska łuczniczka.